# Craugastor pygmaeus
Craugastor pygmaeus is een kikker uit de familie Craugastoridae. De soort werd voor het eerst wetenschappelijk beschreven door Edward Harrison Taylor in 1937. Oorspronkelijk werd de wetenschappelijke naam Eleutherodactylus pygmaeus gebruikt en later werd de soort in het geslacht Microbatrachylus geplaatst. De soortaanduiding pygmaeus betekent vrij vertaald 'dwergachtig'.
De soort komt voor in delen van Midden-Amerika en leeft in de landen Guatemala en Mexico. Craugastor pygmaeus wordt bedreigd door het verlies van habitat.